# Christian Krohg (politiker)
 Der er flere personer med dette navn, se Christian Krohg (flertydig).
Christian Krohg (født 15. januar 1777 i Gjerdrum Præstegæld, død 10. november 1828 i Christiania) var en norsk jurist og politiker, far til Georg Anton Krohg.
Krohg stammede fra en bondeslægt fra gården Krogen i Høland, derfra navnet, hvis skrivemåde omkring 1800 ændredes fra Krogh til Krohg, for at skilles fra den adelige slægt von Krogh. Både hans far Georg Anton Krohg og hans farbroder Nikolaj Frederik Krohg var officerer, og begge har knyttet deres navn på en fortjenstfuld måde til den store nybygning af Norges vejnet, som fandt sted i sidste halvdel af 18. århundrede.
Krohg blev student med udmærkelse 1794, tog 1797 juridisk embedseksamen, ansattes 1800, efter konkurrence med blandt andre A.S. Ørsted, som adjunkt i det juridiske fakultet og blev 1803 ekstraordinarie professor. Men allerede det næste år ombyttede han denne stilling med et assessorembede ved Stiftsoverretten i Trondhjem, til hvilken by han altid følte sig knyttet, idet han i dens nærhed ejede mønsterbruget Munkvold, der 1777 var blevet købt af hans farbroder og senere svigerfader generalvejmester N.F. Krohg.
Skønt han 1814 blev udnævnt til professor i lovkyndighed ved Kristiania Universitet, tiltrådte han dog aldrig denne stilling, lige så lidt som han vilde modtage et tilbud om at indtræde i Højesteret. Derimod tog han sæde i den af rigsforsamlingen på Eidsvold nedsatte lovkomité, mødte som repræsentant for Søndre Trondhjems Amt på det første overordentlige Storting og indtrådte november 1814 i den ny regering som medlem af statsrådsafdelingen i Stokholm. I denne stilling følte han sig imidlertid så ilde, at han allerede januar 1816 søgte afsked, hvilket først oktober 1818 blev ham tilstået fra 1. januar 1819.
Krogh blev nu formand i lovkomiteen og påtog sig at udarbejde udkast til en straffelov og forslag til en straffeproces, der skulde danne indledningen til en hel ny lovgivning, afpasset efter de ny konstitutionelle forhold. Krogh mødte som repræsentant for Søndre Trondhjems Amt på alle Storting 1821—28, hvor han for det meste fungerede som præsident. 1824 var han som Medlem af Konstitutionskomiteen den fornemste forfatter af indstillingen om, at de 1821 fremsatte kongelige grundlovsforslag skulde forkastes.
Han regnedes af sin samtid som en af grundlovens og frihedens sikreste støtter, skønt det inden for Stortingskredse var velbekendt, at han med al sin begavelse, skarpsindighed og lærdom var en lidet karakterfast og meget frygtsom mand, der måtte stålsættes af andre. Hans arbejde med det ny lovværk var også en stor skuffelse; ved hans pludselige død fandtes der efter ham et materiale af kun ringe værd. 1833 rejstes der i Kristiania et mindesmærke til hans ære, Krogh-støtten.